# Kurt Herzog
Kurt Herzog, nemški general, * 27. marec 1889, † 8. maj 1948.